# Wesermünde
Die Stadt Wesermünde war eine kreisfreie Stadt in der preußischen Provinz Hannover. Sie wurde 1924 durch die Vereinigung der Städte Lehe und Geestemünde gebildet. Die Stadt, zu der seit 1939 auch Bremerhaven gehörte, wurde 1947 in das Land Bremen eingegliedert und in Bremerhaven umbenannt.

## Geschichte
Auf dem Gebiet der preußischen Grenzgemeinden zum bremischen Bremerhaven erfolgte eine Reihe von Zusammenschlüssen. 1888 wurde Geestendorf an die Stadt Geestemünde angeschlossen. 1924 erfolgte die Vereinigung von Lehe und Geestemünde. Die neue Stadt Wesermünde war nach Hannover und Osnabrück die drittgrößte Stadt der Provinz Hannover und ihr wichtigster und größter Hochseehafen. Außerdem war Wesermünde die größte Stadt des Regierungsbezirks Stade. Bei der Wahl zur ersten Bürgervorsteher-Versammlung vom 16. November 1924 wurden 20 Bürgerliche, 19 Sozialdemokraten und 4 Kommunisten gewählt.

Gebührenmarken der Stadt Wesermünde, 1930 vom Standesamt verwendet

1924 wurde die Städtische Sparkasse Wesermünde gebildet. Lehe schied 1925 aus der Gasgemeinschaft mit Bremerhaven aus und wurde vom Gaswerk Geestemünde versorgt. 1926 wurde ein Stadtarchiv eingerichtet.  Aus der Bremerhavener Straßenbahn AG wurde 1926 die Straßenbahn Bremerhaven-Wesermünde AG und 1939 die Straßenbahn Wesermünde AG. Die Provinzial-Zeitung von 1852 nannte sich nun Wesermünder Neueste Nachrichten. Die einst bürgerliche Zeitung wurde nach 1933 nationalsozialistisch. Sie bestand bis 1941.
1927 wurde Weddewarden als Ortsteil in Wesermünde eingemeindet. Auch der Güterbahnhof Speckenbüttel und das Gebiet am Schiffdorferdamm gehörten nun zu Wesermünde. Durch einen preußisch-bremischen Staatsvertrag von 1930 kamen die Fischereihäfen unter gemeinsame Verwaltung. Es wurde die Fischereihafen-Wesermünde-Bremerhaven GmbH gegründet.
1932 wurden durch eine Verordnung des preußischen Staatsministeriums der Landkreis Lehe und der Landkreis Geestemünde aufgelöst und zum Landkreis Wesermünde vereinigt. Die Stadt Wesermünde gehörte dem gleichnamigen Kreis nicht an.

### Zeit des Nationalsozialismus
Bei der Reichstagswahl März 1933 blieb die SPD mit 36,7 % der Stimmen die stärkste Partei. Die NSDAP erhielt 35 %, die KPD 11,9 % und die Kampffront Schwarz-Weiß-Rot 11,5 % der Stimmen. Bei der Wahl der Bürgervorsteherversammlung Wesermünde vom 12. März 1933 errangen die SPD 18, die NSDAP 16, die Kampffront Schwarz-Weiß-Rot 5, die KPD 4, das Bürgertum 2 und das Zentrum 1 Sitz(e). Die Mandate der KPD wurden sofort rechtswidrig annulliert. Die SPD-Bürgervorsteher wurden ebenfalls rechtswidrig aus den Ausschüssen verwiesen.

### Eingliederung Bremerhavens nach Wesermünde
1933 wurde die Hauptpost am Hauptbahnhof in Geestemünde eröffnet. 1934 erfolgte die Zusammenlegung der Kaufmännischen Lehranstalt Bremerhaven und der Berufs- und Fachschulen Wesermünde. Die Stadt erhielt 1935 eine Garnison der Kriegsmarine.
1935 schrieb der Wesermünder Oberbürgermeister Walter Delius eine Denkschrift an das Reichsministerium des Innern mit dem Wunsch, die Städte Wesermünde und Bremerhaven zu vereinigen. 1939 wurde das zum Stadtstaat Bremen gehörende Bremerhaven eingegliedert, wobei das Hafengebiet größtenteils bei der Stadt Bremen verblieb und seitdem das Stadtbremische Überseehafengebiet Bremerhaven bildet.
Der Roll- und Schlittschuhverein Wesermünde (später Roll- und Schlittschuhclub Bremerhaven – RSC) wurde 1941 gegründet und bestand bis 1983. 1942 wurde die Deutsche Oberschule für Mädchen an der Grazer Straße geschlossen. Die Oberschule für Jungen an der Bürger und die in Lehe werden am Standort in Mitte zusammengelegt und das Schulgebäude am Neumarkt in Lehe wurde als Seeberufsfachschule genutzt.

### Krieg und Nachkriegszeit
Am 17. November 1941 mussten sich im Zuge der Deportation von Juden aus Deutschland alle im Ort befindlichen Juden zur „Umsiedlung nach dem Osten“ am Hauptbahnhof einfinden. Die meisten wurden in Vernichtungslager verbracht und dort ermordet. Im Zweiten Weltkrieg erfolgte am 16. Oktober 1940 der erste von 52 Luftangriffen auf Wesermünde. Ab 1942 wurde mit dem Bau von Luftschutzbunkern begonnen. Der größte Hochbunker auf dem Torfplatz fasste 1688 Plätze. Die Kinderlandverschickung (KLV) zum Schutz vor den Angriffen begann bereits 1942 und wurde 1943/44 verstärkt. Beim schwersten Luftangriff am 18. September 1944 wurde durch ausgedehnte Brände das Stadtzentrum völlig zerstört. Im Luftkrieg des Zweiten Weltkriegs wurden in ganz Wesermünde 56,5 % der Bebauung vernichtet, davon 97 % in der Stadtmitte und 75 % in Geestemünde; dabei starben 618 Menschen.
Nach der Teilkapitulation der Wehrmacht für Nordwestdeutschland, Dänemark und die Niederlande am 4. Mai 1945 besetzten britische Truppen am 7. Mai die Stadt. Die US-Army löste die Briten nach zwei Tagen bei der Besetzung ab. Es entstand die amerikanische Enklave in Norddeutschland, bestehend aus Wesermünde und Bremen. Vorübergehend bis zum Dezember 1945 gehörten auch die Kreise Landkreis Wesermünde, Landkreis Osterholz und Landkreis Wesermarsch zur Amerikanischen Besatzungszone, die dann von den Briten übernommen wurden.
Die US-Militärregierung setzte am 24. Mai 1945 den Juristen Helmuth Koch (DNVP/CDU) zum Oberbürgermeister ein, der am 2. Juli 1946 durch die Wahl von Gerhard van Heukelum (SPD) abgelöst wurde. Ende 1945 gab es eine vorläufige Stadtverfassung, die am 6. Juni 1946 von der Stadtvertretung beschlossen wurde.
Seit dem 28. Juli 1945 sendete der Soldatensender AFN Bremerhaven (American Forces Network) seine Programme und seit Dezember 1945 Radio Bremen. Das Stadttheater begann wieder behelfsmäßig im Oktober 1945 mit der Aufführung von Zuckmayers Volksstück Katharina Knie im Bürgerhaus Lehe (Bürgerhaus-Theater) an der Friedhofstraße. Bereits ab September bzw. November 1945 erfolgten die Wiedergründungen von SPD und KPD sowie im November die Neugründungen von CDU und FDP. Schulrat Walter Zimmermann führte mit der Wiederaufnahme des Schulunterrichts im September 1945 Englisch als erste Pflichtsprache ab der fünften Klasse ein. Er gründete 1945 und leitete das Pädagogische Seminar an der Uhlandschule (Deichstraße), in dem bis 1948 etwa 160 Lehrer ausgebildet wurden, bis dann die Pädagogische Hochschule Bremen die Lehrerausbildung übernahm. Ab Januar 1946 nahm der Fährdienst nach Blexen mit der Oldenburg seinen Dienst wieder auf. Die Arbeiterwohlfahrt wurde im Juni 1946 wieder gegründet. Im August 1946 fand der erste Freimarkt auf dem Alt- und auf dem Neumarkt in Lehe statt.
Bei den Wahlen erhielten die SPD 33 Sitze, die CDU drei, die KPD, die FDP und die Niedersächsische Landespartei jeweils einen Sitz für die Stadtvertretung.

### Umbenennung und Neugliederung

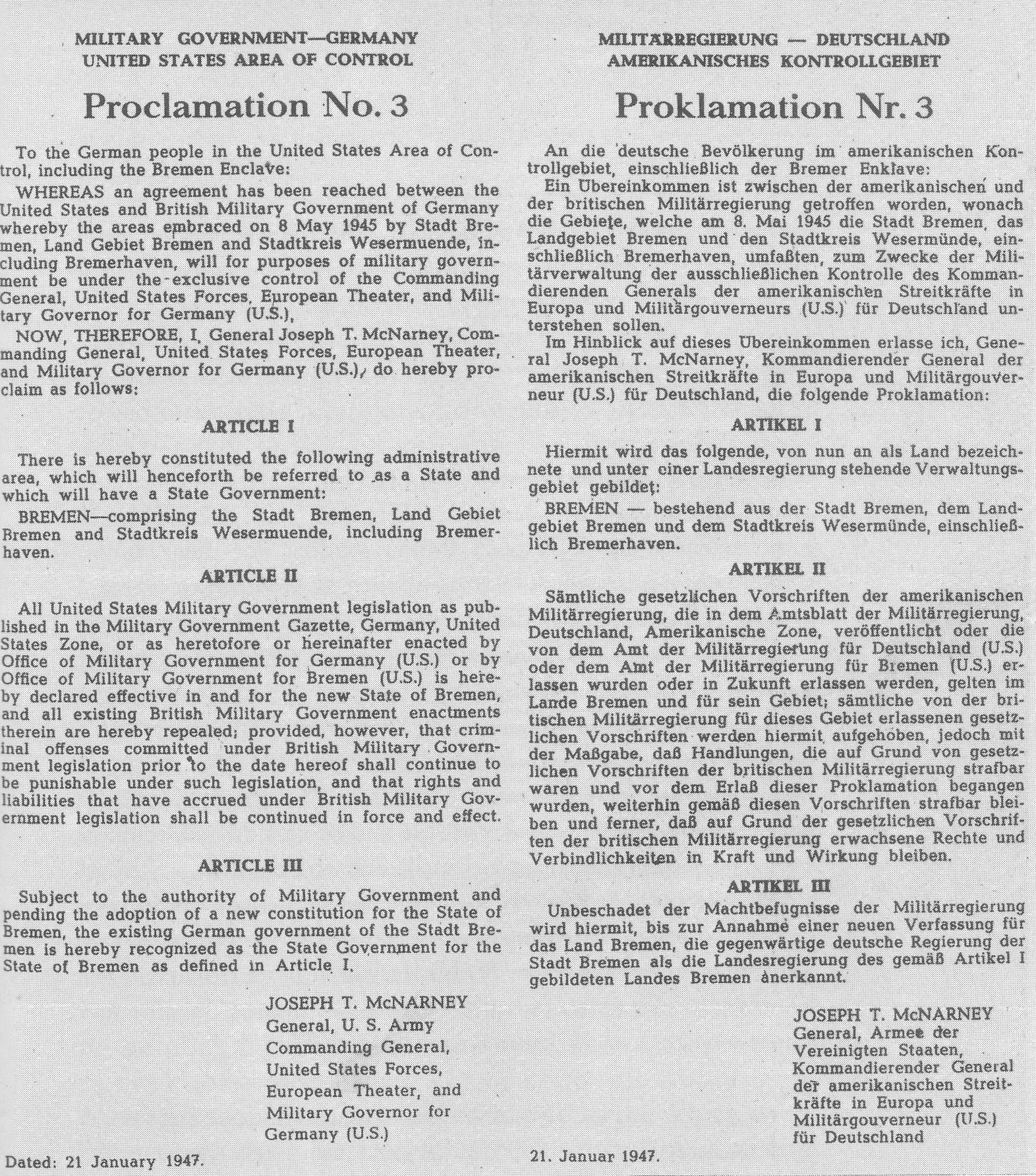
Proklamation Nr. 3 von 1947: Eingliederung Wesermündes in die Neugründung des Landes Bremen

Am 21. Januar 1947 wurde durch die Deklaration Nr. 3 des amerikanischen Militärgouverneurs in Deutschland die Stadt Wesermünde in das Land Bremen eingegliedert, so dass die gesamte Stadt und die Häfen in Bremerhaven in der amerikanischen Besatzungszone lagen. Durch einen Staatsakt am 7. Februar 1947 im Geestemünder Reformgymnasium (der späteren Wilhelm-Raabe-Schule) wurde die Eingliederung vollzogen. Bremen behielt trotzdem alles, was es acht Jahre zuvor vom Freistaat Preußen bekommen hatte, nämlich Lesum, Grohn, Schönebeck, Aumund, Blumenthal, Farge, Hemelingen und Mahndorf. Deshalb meinte Niedersachsens Ministerpräsident Hinrich Wilhelm Kopf einmal zu Wilhelm Kaisen: „Du bist der größte Kriegsgewinnler.“ Die Gegenleistung war, dass Bremerhaven die selbstständigste Stadt Deutschlands wurde, mit einer eigenen Stadtverfassung, ohne einen Regierungspräsidenten, mit kommunalem Schulwesen, kommunaler Polizei und einer kommunalen Verwaltung des (früher preußischen) Fischereihafens, der nun ein Landeshafen wurde. Das Verkehrsunternehmen wurde von Straßenbahn Wesermünde A.-G. in Verkehrsgesellschaft Bremerhaven AG umbenannt. Die Stadt gab sich am 1. Oktober 1947 eine neue Verfassung auf der Grundlage der Bremer Landesverfassung.
Am 23. August 1946 entstand das Land Hannover, das zum 1. November 1946 das Land Niedersachsen wurde. Wesermünde und dann Bremerhaven war bis 1977 auch Verwaltungssitz des dann aufgelösten niedersächsischen Landkreises Wesermünde.

### Namensstreit bei der Fusion Langens und Bederkesas
Als 2010 die Fusion von Langen und Bederkesa zu einer neuen Stadt vorbereitet wurde, stand als Name der neuen Gemeinde Wesermünde zur Diskussion. Bremerhaven lehnte diesen Namen als Rechtsnachfolger ihrer Vorgängerstadt Wesermünde ab. In einem Rechtsgutachten für Bremerhaven  hieß es, der Name Wesermünde würde „in eklatantem Widerspruch zur tatsächlichen geografischen Lage“ stehen. Die neue Gemeinde habe nur im „Rumpfstück Imsum“ in der Nähe des Ochsenturms Kontakt zur Weser. Der Name widerspreche daher der vom Gesetzgeber geforderten Informationsfunktion. Bürgermeister Thorsten Krüger (SPD) schlug den Namen Neu Wesermünde vor. Krüger entgegnete „Der Stadtname ist lediglich ein erster Arbeitstitel“. Die Räte der Gemeinden beschlossen im April 2012 für die neue Gemeinde den Namen Geestland.
→ Nach 1947 siehe bei Bremerhaven#Geschichte

## Politik

### Wappen
| Wappen von Wesermünde | Blasonierung: „Über schwarzem Schildfuß, belegt mit einem silbernen Fisch, vorn ein roter Schild, darin zwei gekreuzte silberne Sensenblätter, hinten ein blauer Schild, darin ein goldener Anker.“ |
| Wappen von Wesermünde | Wappenbegründung: Vorn der rote Schild mit den gekreuzten Sensenblättern ist das Wappen der damaligen Stadt Lehe, hinten der blaue Schild mit dem goldenen Anker ist das Wappen der ehemaligen Stadt Geestemünde. Die beiden nebeneinander gestellten Wappen stehen für den Zusammenschluss der kreisfreien Städte Lehe und Geestemünde zur neugegründeten kreisfreien Stadt Wesermünde. Der silberne Fisch im schwarzen Schildfuß weist auf die Bedeutung von Wesermünde als Hafen- und Fischereistandort hin. |

## Fischereihafen Wesermünde
| Jahr   | Auktionsumsatz an frischen Fischen | Auktionsumsatz an frischen Fischen | Zahl der Firmen | Zahl der Firmen | Zahl der Firmen | Fischdampfer | Fischdampfer         |
| ------ | ---------------------------------- | ---------------------------------- | --------------- | --------------- | --------------- | ------------ | -------------------- |
| [ 10 ] | Zentner                            | 1000 RM                            | Reederei        | Fischgroßhandel | Fischindustrie  | beheimatet   | regelmäßig anlaufend |
| 1913   | 946.160                            | 11.164                             | 16              | 59              | -               | 97           | 174                  |
| 1924   | 1.307.957                          | 16.438                             | 18              | 127             | 42              | 155          | 225                  |
| 1926   | 1.847.966                          | 21.489                             | 15              | 154             | 47              | 140          | 196                  |
| 1928   | 1.836.343                          | 25.201                             | 18              | 148             | 49              | 130          | 182                  |
| 1930   | 2.531.000                          | 28.500                             | 18              | 149             | 43              | 119          | 203                  |
| 1932   | 2.549.000                          | 19.800                             | 18              | -               | -               | 111          | 183                  |
| 1933   | 2.843.000                          | 21.200                             | 20              | 152             | 39              | 124          | 188                  |

Siehe auch: Packhalle X und XIV im Fischereihafen von 1928/29 bzw. 1939/40.

## Einwohnerentwicklung
Stadt Wesermünde 1924 bis 1946
| Jahr              | Einwohnerzahlen |
| ----------------- | --------------- |
| 16. Juni 1925     | 72.065          |
| 16. Juni 1933     | 77.491          |
| 17. Mai 1939      | 86.041          |
| 31. Dezember 1944 | 110.982         |
| 29. Oktober 1946  | 99.208          |

→ Siehe auch Einwohnerentwicklung von Bremerhaven

## Persönlichkeiten
→ Siehe auch bei Bremerhaven
- Hans Joachim Alpers (1943–2011), Verleger und Schriftsteller
- Karl Ehlerding (* 1942), Kaufmann
- Manfred Ernst (* 1943),  Jurist und Regionalhistoriker
- Harry Gabcke (1927–1988), Schulleiter und Heimatforscher
- Walter Hübenthal (1927–2017), Kaufmann und Politiker
- Eberhard Jäckel  (1929–2017), Zeithistoriker
- Egon Kauffmann (1929–2011), Politiker (CDU), MdBB
- Thea Koch-Giebel (1929–2018), Malerin
- Werner Lüken (* 1939), Manager und Verbandsfunktionär
- Peter Scharf (* 1942), Maschinenbauingenieur